# George Ledyard Stebbins
George Ledyard Stebbins (* 6. Januar 1906 in Lawrence, New York; † 19. Januar 2000 in Davis, Kalifornien) war ein US-amerikanischer Botaniker, Genetiker und Evolutionsbiologe. Er war einer der Architekten der Synthetischen Evolutionstheorie, der den Teilbereich der Botanik abdeckte. Sein offizielles botanisches Autorenkürzel lautet „Stebbins“.

## Leben
George Ledyard Stebbins Jr. wurde am 6. Januar 1906 in Lawrence im US-Bundesstaat New York geboren. Er wuchs in Pasadena, Colorado Springs und in Santa Barbara auf. 1924 begann er an der Harvard University ein Jura-Studium. Im folgenden Jahr wechselte er zur Botanik. 1928 erreichte er seinen M. D. und 1931 machte er seinen Abschluss (Ph. D.). Stebbins heiratete 1930 Margaret Chamberlaine; sie trennten sich 1948. Sie hatten 3 Kinder, Robert, Edith und George. 1931 bis 1935 verbrachte er an der Colgate University.
1935 wurde ihm eine Forschungsstelle angeboten und 1939 wurde er offiziell an der University of California, Berkeley angestellt, wo er eine Vorlesung über die Prinzipien der Evolution hielt. 1947 wurde er zum Professor für Genetik an der University of California, Berkeley, benannt. 1947 verbrachte er drei Monate an der Columbia University in New York City. Hier entwickelte Stebbins mit seiner Jessup Vorlesung eines der wichtigsten Bücher über die Evolution der Pflanzen‚ Variation and Evolution in Plants, welches 1950 veröffentlicht wurde.
1950 wurde er mit der Errichtung einer Genetik-Abteilung auf dem Davis Campus betraut. Hier untersuchte er vor allem die Flora von Kalifornien. Nach ihm sind einige von ihm entdeckte Arten benannt. 1958 heiratete er Barbara Monaghan. 1971 gelang es ihm, Theodosius Dobzhansky und dessen Kollegen Francisco J. Ayala nach Davis (Kalifornien) zu holen. Als Präsident der California Native Plant Society von 1966 bis 1972 setzte er sich für den Schutz einheimischer gefährdeter Pflanzen und deren Lebensraum  in Kalifornien ein. 1980 wurde das Cold Canyon Reservat nach ihm benannt. Nach seiner Emeritierung 1973 reiste er viel, forschte weiter und schrieb Bücher.
George Ledyard Stebbins starb am 19. Januar 2000 in Davis (Kalifornien) im Alter von 94 Jahren.

## Ehrungen
- Mitglied der National Academy of Sciences der Vereinigten Staaten(1952)
- Mitglied der American Academy of Arts and Sciences (1953)
- Mitglied der American Philosophical Society (1961)
- Ehrendoktor der Universität von Paris (1962)
- Mitglied der Leopoldina (1972)
- Linné-Medaille der Linnean Society of London (1973)
- National Medal of Science (1979)
- „Foreign Member“ der Royal Society (1999)[1]
- Die Pflanzengattungen Stebbinsia Lipsch. und Stebbinsoseris K.L.Chambers aus der Familie der Korbblütler (Asteraceae) sind nach ihm benannt.[2]

## Werke
- Variation and Evolution in Plants (1950)
- Evolutionsprozesse (orig. „Processes of organic evolution“) (1966, 1980) ISBN 3-437-20212-X
- The Basis of Progressive Evolution (1969)
- Chromosomal Evolution in Higher Plants (1971)
- Flowering Plants: Evolution Above the Species Level (1974)
- Evolution (1977) mit Koautoren Dobzhansky, Francisco Ayala und James Valentine
- Darwin to DNA, Molecules to Humanity (1982)
- California's Wild Gardens: A Living Legacy (1996)